# Chalet Saint Michel
Lo Chalet Saint Michel è una storica residenza della città di Mar del Plata in Argentina.

## Storia
La villa venne costruita nel 1925 per volere di Pedro Méndez, che ne commissionò il progetto agli architetti Godoy e Cárrega Goyán. I lavori di costruzione vennero eseguiti invece dall'impresa di costruzioni Arturo Lemni. All'epoca la casa presentava tratti che la inserivano nella corrente secessionista viennese dell'Art Nouveau.
Nel 1930 María Harilaos de Olmos, proprietaria dell'immobile, contrattò all'ingegnere italiano Alula Baldassarini il rimodellamento della villa che assunse allora i connotati attuali, d'ispirazione anglo-normanna, improntati alla corrente dell'architettura pittoresca, molto in voga nell'Argentina della prima metà del XX secolo. I lavori portarono alla completa trasformazione delle facciate, anche se alcuni elementi quali la galleria d'angolo vennero mantenuti.
L'edificio è oggi suddiviso in appartamenti e ospita al pian terreno dei locali commerciali.

## Descrizione
La villa si trova all'angolo di un isolato e si affaccia sul lungomare di Mar del Plata. Il rivestimento delle facciate è realizzato in pietra locale e, ai piani superiori, a falso graticcio.